# Forêt de Notre-Dame de la Paix
Pour les articles homonymes, voir Notre-Dame-de-la-Paix.
La forêt de Notre-Dame de la Paix est une forêt départementale française de l'île de La Réunion, département d'outre-mer dans le sud-ouest de l'océan Indien. Elle est située sur le territoire de la commune du Tampon, le long de la rivière des Remparts.
C'est une forêt de bois de couleur des Hauts, assez bien conservée et une réserve biologique. Elle abrite la flore et la faune typiques des forêts tropicales ainsi que des plantations de cèdres du Japon venues remplacer des espaces défrichés.